# Namčhe Barwa
Namčhe Barwa (anglicky: Namcha Barwa, tibetsky གནམས་ལྕགས་འབར་བ།, dle Wylieho transliterace tibetštiny:  gnam lcags 'bar ba, tibetským pchin-jinem: Namjagbarwa, čínsky pchin-jinem Nánjiā Bāwǎfēng, znaky 南迦巴瓦峰) je hora v tibetské části Himálaje. Vrchol je se svými 7782 m nejvyšším bodem horské skupiny Namčhe Barwa v Ásámském Himálaji.

## Geografická charakteristika
Hora se strmě vypíná nad hlubokým údolím řeky Jarlung Cangpo, která opisuje kolem celé horské skupiny velký oblouk a padá z tibetské náhorní plošiny do údolí východoindického Ásámu, kde mění název na Dihang a později teče dále jako Brahmaputra. Převýšení mezi vrcholem a údolím řeky u severního úpatí je asi 5 200 m. Cestovateli bývá Namčhe Barwa označována za jeden z nejpůsobivějších vrcholů celého Himálaje.

## Historie a výstupy
Hora byla objevena britskými badateli až v roce 1912. Do konce 80. let 20. století byla celá oblast uzavřená pro cizince. První a dosud jediný zdokumentovaný výstup uskutečnila čínsko-japonská horolezecká expedice v roce 1992.